# Kaufladen (Port Askaig)

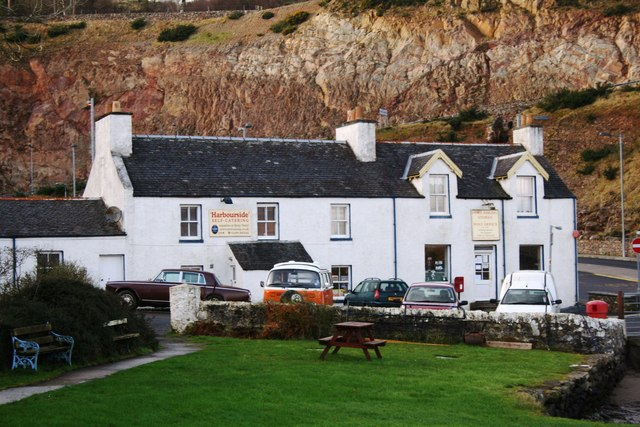
Gebäude am Hafen von Port Askaig

Die Kaufladen von Port Askaig befindet sich direkt am Fährhafen von Port Askaig auf der schottischen Hebrideninsel Islay. Die Gebäude sind am Endpunkt der A846 auf Islay direkt gegenüber dem Schiffsanleger von Port Askaig gelegen. Im Erdgeschoss des nördlichen der beiden Gebäude ist ein kombinierter Kaufladen mit Poststelle untergebracht. Das Obergeschoss wird als Wohnraum genutzt. Das südlich gelegene Haus wird als Ferienwohnung vermietet. Zunächst wurden die Gebäude am 20. Juli 1971 als Teil eines Ensembles in die Kategorie B der schottischen Denkmallisten eingetragen. Im Jahre 2006 wurde dieses Denkmalensemble aufgelöst und es erfolgte eine Umkategorisierung als Einzeldenkmal in der Kategorie C.

## Beschreibung
Der exakte Bauzeitpunkt der Gebäude ist nicht verzeichnet, sodass nur das frühere 19. Jahrhundert für das nördliche und das spätere 19. Jahrhundert für das südliche Haus als Bauzeitraum angegeben werden kann. Das nördliche Gebäude ist im viktorianischen Stil gebaut. Es ist einstöckig und verfügt über ein ausgebautes Dachgeschoss, das beidseitig durch jeweils zwei Gauben erhellt wird. Die mittig in die Vorderfront eingelassene Eingangstür ist von zwei größeren Fenstern symmetrisch umgeben. Das südliche Haus ist zweistöckig, weist jedoch dieselbe Firsthöhe auf. Es ist im traditionellen schottischen Stil gebaut. Die Eingangstür befindet sich seitlich an einem kleinen Vorbau, der mittig aus der Vorderfront hervortritt und mit einem Pultdach abschließt. Dieser ist symmetrisch von fünf Sprossenfenstern umgeben. Rückseitig sind fünf Sprossenfenster vorhanden. In südlicher Richtung schließt ein kurzer einstöckiger Anbau an. Alle Gebäude sind verputzt und haben schiefergedeckte Satteldächer.